# George W. Griner
George Wesley Griner Jr. (* 28. September 1895 im Carroll County, Georgia; † 30. Oktober 1975 in Mobile, Mobile County, Alabama) war ein Generalmajor der United States Army. Er war unter anderem Kommandeur der 13. Luftlandedivision.
Griner war ein Sohn von Generalmajor George Wesley Griner (1858–1927) und dessen Frau Frances Harper (1869–1948). Über seinen frühen Werdegang und seine ersten Jahre als Offizier im amerikanischen Heer ist nichts überliefert. In der Armee durchlief er die Offiziersränge bis zum Zwei-Sterne General.
Am 18. August 1940 erreichte er den Rang eines Oberstleutnants. Zwischen Juni 1941 und Januar 1942 gehörte George Griner der Stabsabteilung G4 (Logistik und Nachschub) im Kriegsministerium der Vereinigten Staaten an. In diese Zeit fiel der amerikanische Eintritt in den Zweiten Weltkrieg. Vom Januar 1942 bis Januar 1943 gehörte er der Stabsabteilung G4 im Hauptquartier der für den in Europa geplanten Kriegseinsatz vorgesehenen Heerestruppen an (European Theater of Operations).
Daran schloss sich eine Versetzung zur 77. Infanteriedivision an, deren Stab Griner zwischen Januar und August 1943 angehörte. Die erst kurz zuvor wieder aktivierte Division war in jener Zeit noch nicht aktiv am Kriegsgeschehen beteiligt. Stattdessen wurde sie in den Vereinigten Staaten auf einen Kriegseinsatz vorbereitet. Im August 1943 erhielt Griner das Kommando über die gerade erst neuaufgestellte 13. Luftlandedivision, das er bis zum November des gleichen Jahres innehatte. Auch diese Einheit war damals nicht im Krieg eingesetzt.
Nachdem Griner sein Kommando an Elbridge G. Chapman übergeben hatte, wurde er zur 98. Infanteriedivision versetzt, wo er zwischen November 1943 und Juni 1944 als deren Kommandeur tätig war. Diese Division wurde zunächst in verschiedenen Bundesstaaten auf einen Kriegseinsatz im pazifischen Raum vorbereitet. Im April 1944 wurde sie auf Hawaii stationiert. Von April bis Juni 1944 kommandierte Griner zusätzlich den Militärbezirk von Kauai, einer der acht Hauptinseln von Hawaii.
Im Juni 1944 wurde George Griner mit dem Oberbefehl über die 27. Infanteriedivision betraut. Dieses Kommando hatte er bis zum Jahr 1946, also weit über das Ende des Zweiten Weltkriegs hinaus, inne. Diese Division war aktiv am Kampfgeschehen im pazifischen Raum beteiligt und nahm unter anderem an der Schlacht um Saipan und der Schlacht um Okinawa teil. Später gehörte sie zu den Besatzungstruppen in Japan.
Am 31. August 1946 schied George Griner aus dem aktiven Militärdienst aus. Er starb am 30. Oktober 1975 (nach anderen Angaben am 3. Oktober) in Mobile in Alabama und wurde auf dem dortigen Mobile National Cemetery beigesetzt.